# Veturia Lopes de Oliveira
Vetúria Lopes de Oliveira (1957) es una ingeniera agrónoma, microbióloga, micóloga, taxónoma, curadora, y profesora brasileña.

## Biografía
En 1978, obtuvo el diploma de ingeniería agronómica por la Universidad Federal de Ceará; en 1982, guiada por la Dra. Margarida de Mendonça Bellei completó su maestría en microbiología agrícola, por la Universidad Federal de Viçosa, defendiendo la tesis  Controle biológico da podridão branca do alho, causada por Sclerotium cepivorum Berk., utilizando Trichoderma harzianum Rifai em ambiente controlado. Posteriormente, en 1988, obtuvo el doctorado en ciencias naturales (con énfasis en "Biologie et Physiologie Végétales") por la Universidad de Lorraina.
En 1996, realizó un posdoctorado, por la Environmental Protection Agency, con una beca del Consejo Nacional de Desarrollo Científico y Tecnológico, CNPq, Brasil.
Actualmente es profesora titular jefa, en la Universidad Federal de Santa Catarina. Tiene experiencia en agronomía, con énfasis en microbiología y bioquímica del suelo, actuando sobre interacciones microbianas, ectomicorrizas y hongos ectomicorrícicos de interés forestal, especialmente Eucalyptus y Pinus. Ha asesorado numerosos trabajos de finalización de curso, tesinas y tesis doctorales sobre esos temas.

## Algunas publicaciones
- ALVES, Luciano; OLIVEIRA, V. L.; SILVA FILHO, Germano N. 2010. UTILIZATION OF ROCKS AND ECTOMYCORRHIZAL FUNGI TO PROMOTE GROWTH OF EUCALYPT. Brazilian Journal of Microbiology (impreso) 41: 676-684

- QUADROS, M. E.; LISBOA, H.; OLIVEIRA, V. L.; SCHIRMER, W. N. 2009. Qualidade do ar interno em ambientes hospitalares. Revista Tecnología (UNIFOR) 30: 38-52

- QUADROS, M. E.; LISBOA, H.; OLIVEIRA, V. L.; SCHIRMER, W. N. 2009. Qualidade do ar em ambientes internos hospitalares: estudo de caso e análise crítica dos padrões atuais. Engenharia Sanitária e Ambiental 14: 431-438

- SOUZA, L. A. B.; BONNASSIS, P. A. P.; SILVA FILHO, G. N.; OLIVEIRA, V. L. 2008. New isolates of ectomycorrizal fungi and the growth of eucalypt. Pesquisa Agropecuária Brasileira 43: 235-241

- LUPATINI, M.; BONNASSIS, P. A. P.; STEFFEN, R. B.; OLIVEIRA, V. L.; ANTONIOLLI, Z. I. 2008. Mycorrhizal morphotyping and molecular characterization of Chondrogaster angustisporus Giachini, Castellano, Trappe & Oliveira, an ectomycorrhizal fungus from Eucalyptus. Mycorrhiza (Berlín) 18: 437-442

- ANDREAZZA, Robson ; ANTONIOLLI, Z. I.; OLIVEIRA, V. L.; LEAL, L. T.; MORO JR, C.; PIENIZ, S. 2008. Ocorrência de associação micorrízica em seis essências florestais nativas do Estado do Rio Grande do Sul. Ciência Florestal 18: 343-351

- JOHANN, Susana ; OLIVEIRA, V. L.; PIZZOLATTI, Moacir G.; SCHRIPSEMA, J.; BRAZ FILHO, R.; BRANCO, A.; SMÂNIA JR, A. 2007. Antimicrobial activity of wax and hexane extracts from Citrus spp. peels. Memórias do Instituto Oswaldo Cruz, Rio de Janeiro 102: 681-685

- ROSSI, M. J.; FURIGO JR, A.; OLIVEIRA, V. L. 2007. Inoculant production of ectomycorrhizal fungi by solid and submerged fermentations. Food Technology and Biotechnology, Croácia 45: 275-284

- OLIVEIRA, L. P.; ROSSI, M. J.; FURIGO JR, A.; SILVA FILHO, G. N.; OLIVEIRA, V. L. 2006. Viability and infectivity of an ectomycorrhizal inoculum produced in an airlift bioreactor and immobilized in calcium alginate. Brazilian Journal of Microbiology, São Paulo 37: 239-243

- MELLO, A. H.; ANTONIOLLI, Z. I.; KAMINSKI, J.; SOUZA, E. L.; OLIVEIRA, V. L. 2006. Fungos arbusculares e ectomicorrízicos em áreas de eucalipto e e de campo nativo em solo arenoso. Ciência Florestal, Santa Maria 16 (3): 293-301

- GIACHINI, A. J.; SOUZA, L. A. B.; OLIVEIRA, V. L. 2004. Species richness and seasonal abundance of ectomycorrhizal fungi in plantations of Eucalyptus dunnii and Pinus taeda in southern Brazil. Mycorrhiza (Berlín) Heidelberg 14 (6): 375-381

- SOUZA, L. A. B.; SILVA FILHO, G. N.; OLIVEIRA, V. L. 2004. Eficiência de fungos ectomicorrízicos na absorção de fósforo e na promoção do crescimento de eucalipto. Pesquisa Agropecuária Brasileira, Brasília 39 (4): 349-355

- MALVAREZ, G.; OLIVEIRA, V. L. 2003. A PCR-RFLP technique to characterize fungal species in Eucalyptus grandis Hill ex. Maiden ectomycorrhizas. Mycorrhiza (Berlín) Heidelberg 13 (2): 101-105

- NARLOCH, C.; OLIVEIRA, V. L.; ANJOS, J. T.; SILVA FILHO, G. N. 2002. Respostas da cultura do rabanete à inoculação de fungos solubilizadores de fosfatos. Pesquisa Agropecuária Brasileira, Brasília 37 (6): 841-845

- ROSSI, M. J.; SOUZA, J. A. R.; OLIVEIRA, V. L. 2002. Inoculum production of the ectomycorrhizal fungus Pisolithus microcarpus in an airlift bioreactor. Applied Microbiology and Biotechnology, Berlín 59 (2-3): 175-181

### Libros
- SILVA FILHO, G. N.; OLIVEIRA, V. L. 2007. Microbiologia - Manual de Aulas Práticas, 2ª ed. rev. Florianópolis: Editora da UFSC, 157 pp.

- SILVA FILHO, G. N.; OLIVEIRA, V. L. 2004. Microbiologia - Manual de Aulas Práticas. Florianópolis: Editora da UFSC, 155 pp. ISBN 8532802737, ISBN 9788532802736

- ROSSI, M. J.; RIBEIRO DE SOUZA, J. A.; OLIVEIRA, V. L. 2001. Produção de inoculante de fungo ectomicorrízico utilizando fermentação no estado líquido em biorreator tipo airlift. Ed. 	Universidade Federal de Santa Catarina, Centro Tecnológico, 186 pp.

- OLIVEIRA, V. L. 1993. Ecologia e controle da micorrização de Eucalyptus, 122 pp.

### Capítulos de libros publicados
- OLIVEIRA, V. L.; OLIVEIRA, L. P.; ROSSI, M. J. 2010. Ectomicorrizas no Brasil: diversidade de fungos e aplicação. In: José Oswaldo Siqueira, Francisco Adriano de Souza; Elke J.B.N. Cardoso; Siu Mui Tsai (orgs.) Micorrizas no Brasil: Os primeiros 30 anos. Lavras: Editora da UFLA, p. 645-677

- OLIVEIRA, V. L.; ROSSI, M. J.; TARGHETTA, B. L. 2008. Avanços na aplicação de ectomicorrizas. In: Márcia do Vale Barreto Figueiredo; Hélio Almeida Burity; Newton Pereira Stamford; Carolina Etienne de Rosália e Silva Santos (orgs.) Microrganismos e agrobiodiversidade: o novo desafio para agricultura. Guaíba: Agrolivros, p. 297-331

- OLIVEIRA, V. L.; GIACHINI, A. J. 1999. Ecologia e Aplicação de Ectomicorrizas. In: J. O. Siqueira; F.M.S. Moreira; A.S. Lopes; L.R.G. Guilherme; V. Faquin; A.E. Furtini; J.G. Carvalho (orgs.) Inter-relação fertilidade, biologia do solo e nutrição de plantas. Viçosa/Lavras: Sociedade Brasileira de Ciência do Solo - Universidade Federal de Lavras, p. 775-796

- MENDONÇA, M. M.; OLIVEIRA, V. L. 1996. Micorrizas no Brasil: Estado atual das pesquisas e prioridades. In: Álvarez, V. H; Fontes, L. E. F.; Fontes, M. P. F. (orgs.) O Solo nos Grandes Domínios Morfoclimáticos do Brasil e o Desenvolvimento Sustentado. Viçosa: SOC BRASILEIRA DE CIENCIA DO SOLO, p. 525-549.

- OLIVEIRA, V. L.; LAST, F. T.; MOHAN, V. 1996. Analyses of Effects of Mycorrhizal Associations on Growth of Tree Seedlings. In: Azcon-Aguilar, C.; Barea, J.M. (orgs.) Mycorrhizas in integrated systems: from genes to plant development. Bruxelas: EUROPEAN COMISSION, p. 357-360.

- LAPEYRIE, F.; GARBAYE, J.; OLIVEIRA, V. L.; BELLEI, M. 1992. Controlled Mycorrhization of Eucalyptus. In: Read, D.J.; Lewis, D.H.; Fitter, A.H.; Alexander, I.J. (orgs.) Mycorrhizas in Ecosystems. Sheffield: C A B INTERNATIONAL, p. 293-297.

## Honores[5]

### Membresías
- Sociedad Botánica de Brasil[8]

### Revisora de periódicos
- 2004 - 2005: Pesquisa Agropecuária Brasileira
- 2008 - 2009: Brazilian Journal of Microbiology
- 2009: Revista Brasileira de Agrociências

- Portal:Biografías. Contenido relacionado con Botánica.
- Portal:Biología. Contenido relacionado con Taxonomía.